# Intermediario de crédito
El intermediario de crédito es la persona que pone en contacto instituciones de crédito, bancos o intermediarios financieros con clientes potenciales, interesados en acceder al crédito bajo cualquier forma. Por ejemplo, financiamientos a particulares y empresas, cesiones del quinto del salario, hipotecas, leasing, productos de seguro.

## Italia

### Normativa
La actividad de intermediación de crédito está definida por el art. 2 de la DPR (Decreto del Presidente de la República) 28 de julio de 2000 n. 287 emitido en aplicación del art. 16 de la ley 7 de marzo de 1996 n. 108 ( Disposiciones en materia de usura. )
El Ufficio italiano cambi, con la disposición del 4 de agosto de 2000, dictó las instrucciones para la inscripción de estos sujetos en el registro de los intermediarios de crédito previsto por el art. 16 de la ley 108/1996. La ley prevé la inscripción de todos los individuos que ejercen esta profesión en un delineado registro.
El Decreto Ley 141/2010 es la última importante norma relacionada al sector. Ha implementado la directiva europea 2008/48/CE relacionada con los contratos de crédito para los consumidores y ha aportado modificaciones del título VI del TUB sobre la disciplina de los sujetos que operan en el sector financiero, de los agentes en las actividades financieras y de los intermediarios de crédito. El Decreto Ley 141/2010 ha introducido importantes cambios, entre los cuales:
- institución de un delineado organismo de vigilancia de las acciones de los profesionales
- requisitos de acceso a la profesión más elevados
- institución de una nueva lista
- controles más rígidos y severos

### Lista de los intermediarios de crédito y de los colaboradores
Según lo previsto por el Decreto Ley 141 y del OAM, la inscripción a la lista delineada, obligatoria para ejercitar la actividad, está subordinada a los siguientes requisitos:
- forma societaria de capitales, como la Sociedad Anónima, Sociedades en comandita por acciones, Sociedades de responsabilidad limitada o Sociedad cooperativa (el ejercicio de la profesión ya no está permitido a una persona física o a sociedad de personas)
- sede legal y administrativa en Italia
- el objeto social debe prever el ejercicio de la actividad de intermediación de crédito de forma exclusiva (además de las actividades conexas, instrumentales y compatibles previstas por la normativa en virtud del art. 17, apartado 4-quater, del Decreto Ley  n. 141/2010)
- posesión de los requisitos de reputación en virtud del art. 15 del Decreto Ley n. 141/2010
- posesión de los requisitos de profesionalidad, incluida la aprobación de un examen delineado
- depósito de un capital social no inferior a lo previsto por las sociedades anónimas del art. 2327, así como modificado por el art. 20, apartado 7, D.L. n. 91/2014 convertido en ley n. 116/2014 del código civil (Euros 50.000,00).
- firma de una póliza de seguro de responsabilidad civil para los daños producidos en el ejercicio de las actividades procedentes de conductas propias o de terceros, de cuyas acciones responde la sociedad de acuerdo con la ley.

### Colaboradores y empleados
El intermediario puede valerse de un colaborador de crédito, figura introducida por el Decreto legislativo 141/2010, en el contacto con el público.  Estos sujetos son personas físicas que ejercen su actividad exclusivamente a favor de un solo intermediario de crédito, que transmite al OAM los nominativos y debe verificar la presencia de los requisitos y el desarrollo profesional obligatorio. El intermediario de crédito responde sólidamente de los daños causados por empleados y colaboradores.
Los colaboradores y los empleados deben poseer los requisitos de reputación y profesionalidad indicados en el art. 128-septies, apartado 1, letras d y e del TUB, pero sin deber pasar exámenes. Es responsabilidad del intermediario de crédito.
Los empleados y los colaboradores de las sociedades de intermediación de crédito deben pasar una prueba de evaluación para ser insertados en las listas que los intermediarios proporcionan al OAM y que están disponibles públicamente en la página web del organismo.